# Jardin botanique historique La Concepción
Pour les articles homonymes, voir Concepción.
 (juin 2023).
Le Jardin Botanique Historique La Conception est un jardin de style paysager anglais créé en 1855 situé au nord de la ville de Malaga en Andalousie. Il s'agit d'un des rares jardins avec des plantes de climat subtropical existant en Europe. Il abrite plus de cinquante mille plantes, de deux mille espèces tropicales, subtropicales et autochtones, dont plus de cent espèces différentes de palmiers, bambous, plantes aquatiques et son jardin historique.
A l'origine il était la propriété d'une famille de la grande bourgeoisie de la ville depuis la moitié du XIXe siècle, jusqu'à ce qu'en 1990 il devienne un domaine public, la Mairie de Malaga ayant fondé pour sa gestion le Patronat Botanique Municipal Ville de Málaga.

## Histoire
La Concepción a été érigée vers 1855 grâce au travail du couple Jorge Loring y Oyarzábal et Amalia Heredia Livermore, marquis de la maison Loring. Jorge Loring, l'une des figures les plus influentes de Malaga au XIXe siècle et ami personnel des politiciens Cánovas del Castillo et de Francisco Silvela, était un homme d'affaires prospère, ainsi qu'un député aux Cortes. Son épouse Amalia Heredia, fille de l'industriel Manuel Agustín Heredia, était une femme instruite, intéressée par les plantes, les livres et l'archéologie. Ainsi, à La Concepción, se trouvait un important patrimoine archéologique, dont il reste encore des vestiges sous forme de sculptures et de mosaïques romaines ; et un riche patrimoine botanique, grâce, entre autres, à l'habileté d'un jardinier français nommé Chamoussant.

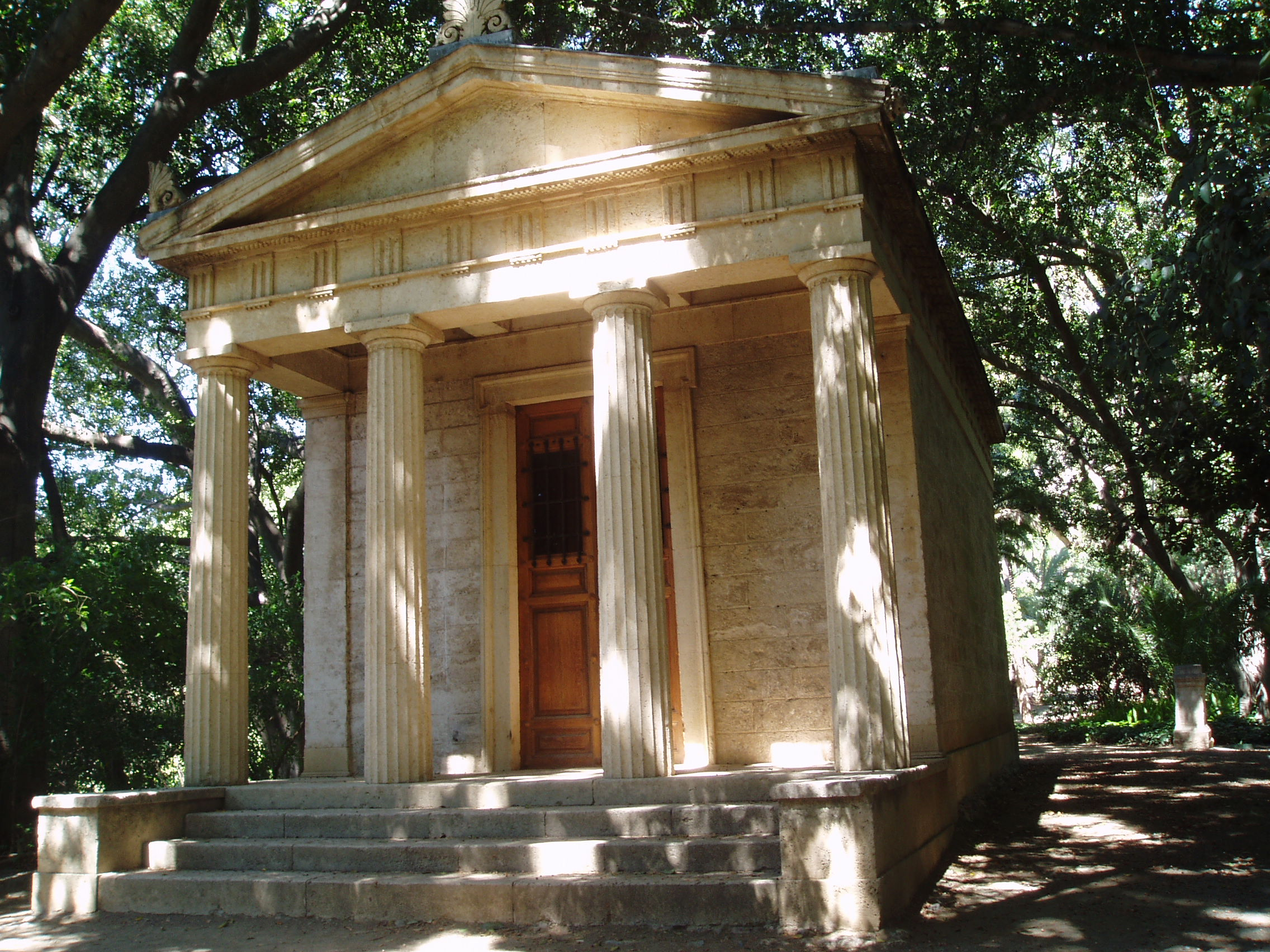
Temple d'ordre dorique, édifié par la famille Loring.

Après la banqueroute économique de la famille Loring-Heredia, le domaine est acheté en 1911 par la famille Echevarría Azcárate, qui y réalise d'importantes améliorations et élargit la collection d'arbres et palmiers. En 1943 le jardin est déclaré jardin historique-artistique, aujourd'hui Bien d'Intérêt Culturel. En 1963, à la mort des héritiers, l'endroit entre dans un progressif abandon.
En 1990 le jardin est acquis par la Mairie de Málaga, qui après quatre ans de travaux, l'ouvre au public. Sont alors incorporés de nouveaux espaces et des jardins autour du Jardin Historique, sous forme de jardins thématiques, tels ceux consacrés aux palmiers, aux plantes carnivores et orchidées, d'autres aux cactus et plantes succulentes ou au tour au monde en quatre-vingt arbres.
Le Conception occupe une surface de cinquante-cinq hectares, dont vingt-cinq appartiennent au jardin historique.

### Jardin des Succulentes
Inauguré en 2009, cette zone présente des familles botaniques de plantes succulentes, qui accumulent de l'eau dans leurs racines, leur tronc ou leurs feuilles. Ce jardin se trouve après le mirador de la ville et il a été impulsé par la donation en 2004 de la collection privée de M. Nikolaus Kornelly.

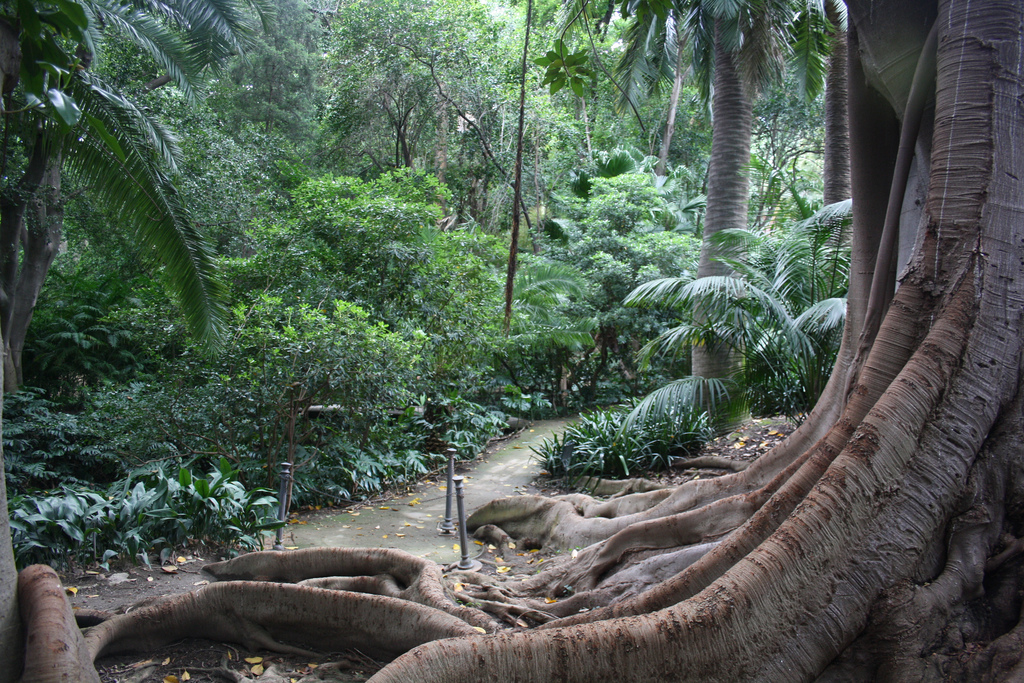
Racines géantes.

Les cactus (Cactaceae) sont la famille botanique la plus représentative de ce groupe végétal.

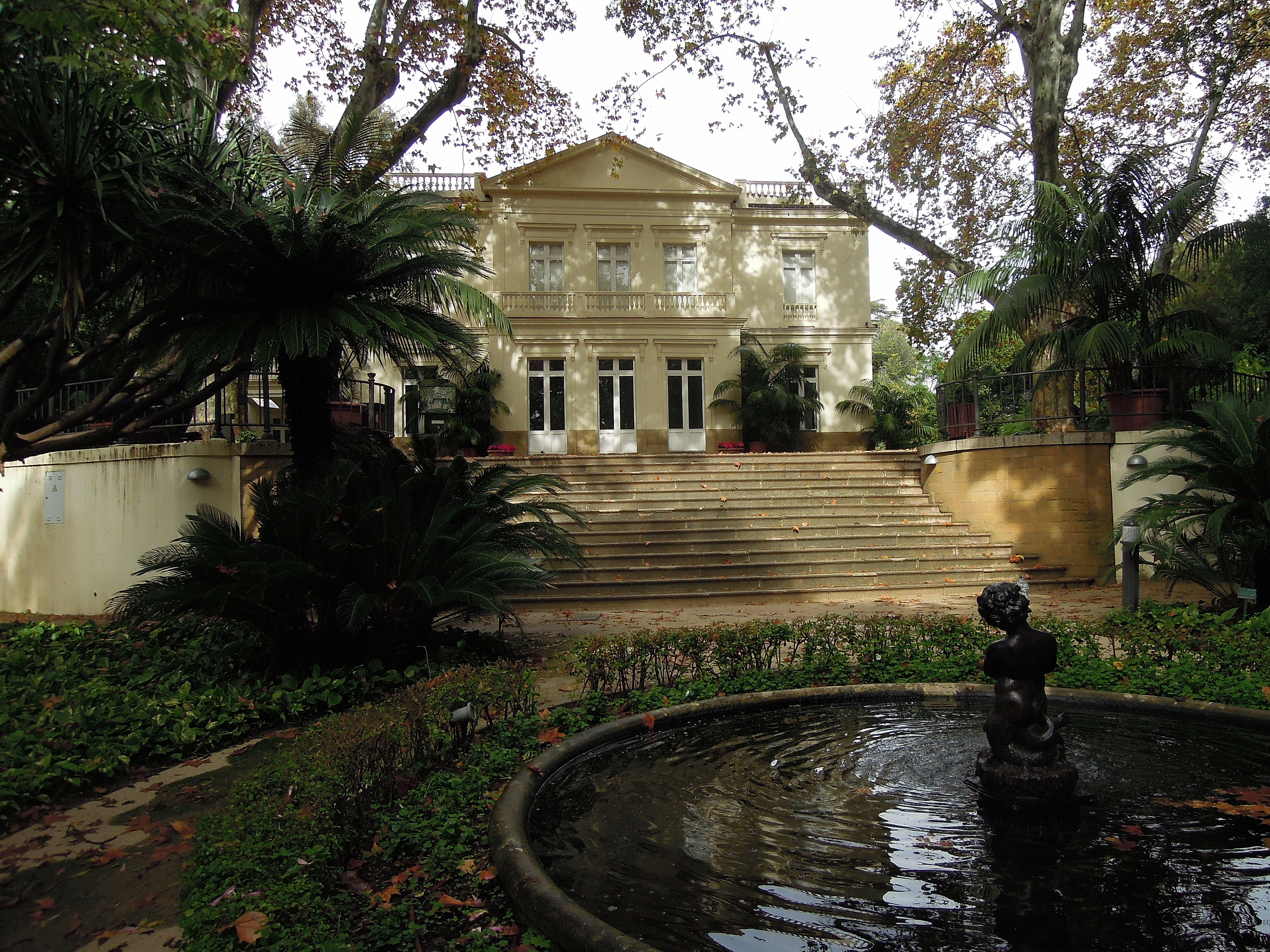
Maison-Palais

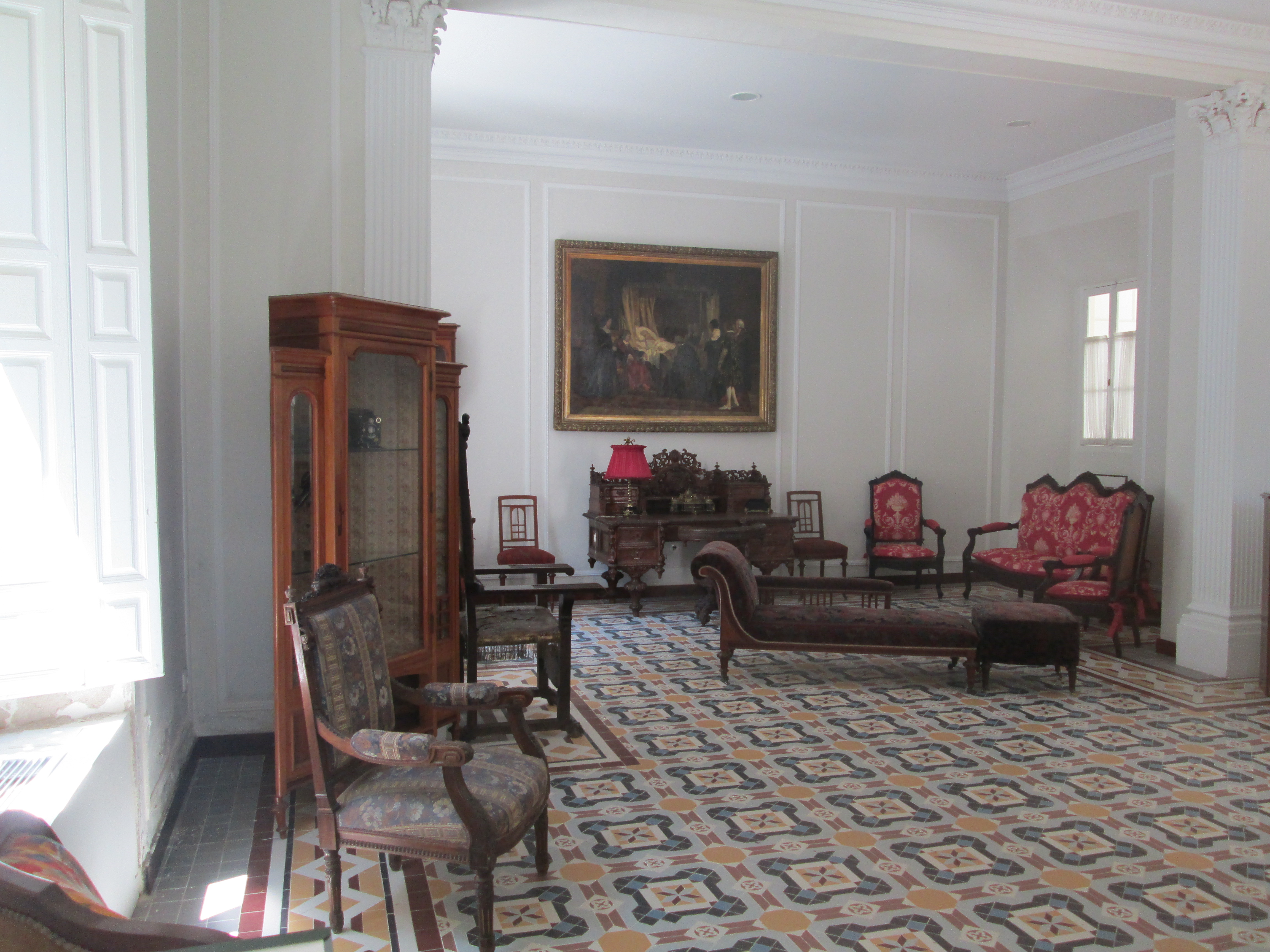
Intérieur de la Maison-Palais

## Patrimoine historique
Dans le Jardin de la Conception se trouve, outre son patrimoine botanique, un important patrimoine historique.
Au XIXe siècle La Conception a été un lieu de rencontre pour d'illustres personnages de l'époque, politiques, artistes, aristocrates et la haute bourgeoisie de Malaga fréquentaient ces jardins. Ils ont bâti de nombreux bâtiments : la Maison-Palais, la maison des cyprès, la maison de l'administrateur, la maison du jardinier ; deux serres en fer ; une grande tonnelle ; des fontaines, des escaliers, un beau mirador, dans lequel beaucoup de personnes allaient faire leur demande en mariage, et le Musée Loringiano, qui hébergeait les trouvailles archéologiques réalisées dans les excavations financées par la première famille propriétaire des lieux, les Marquis de la Maison Loring.

## Tournages

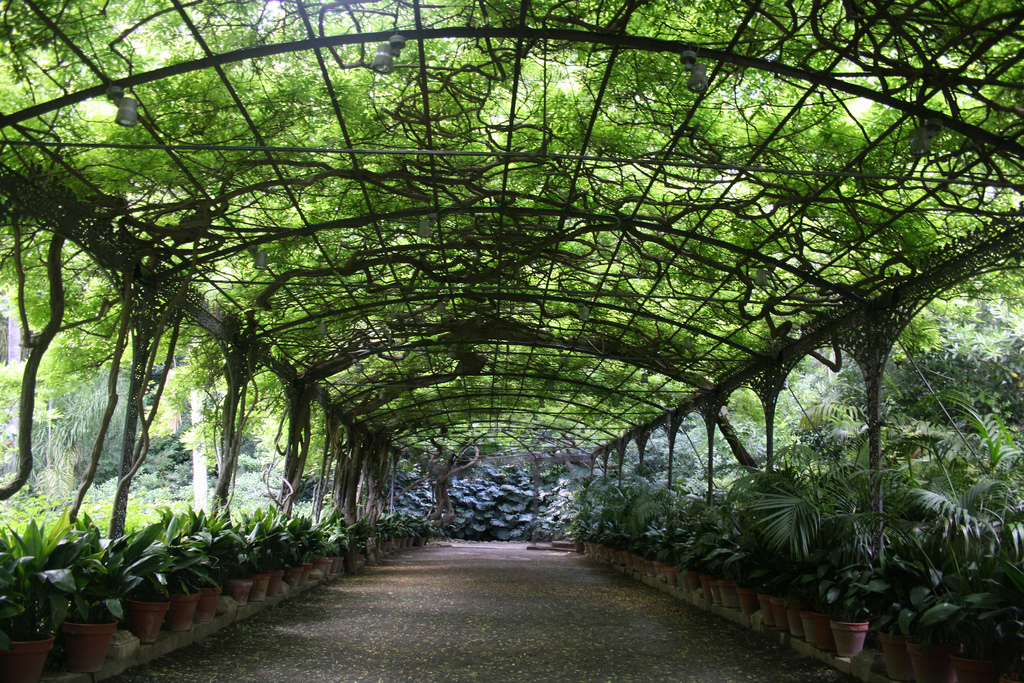
La tonnelle de fer avec les glycines.

Le paysage tropical et l'environnement exubérant ont favorisé ici le tournage de nombreux plans de films et annonces pour recréer des scènes d'Inde, de Polynésie, Porto Rico, Lima ou La Havane, comme on peut le voir par exemples dans la fameuse annonce du Café de Colombie, simulant la forêt montagneuse sud-américaine. Les films suivants y ont tourné des scènes : Bambú (1945), Les derniers des Philippines (1945), La mies es mucha (1948), Le Noceur (1951), Aube de l'Amérique (1951), Molokai, l'île maudite (1959), Erik, le Viking (1964), Tabou (Fugitifs des îles du Sud) (1965), Le tigre se parfume avec de la dynamite (1965), Marbella, un coup de cinq étoiles (1984) et Le pont du roi Saint-Louis (2003).

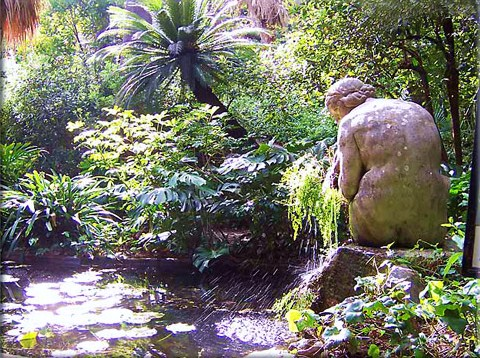
Le bassin du nymphée.

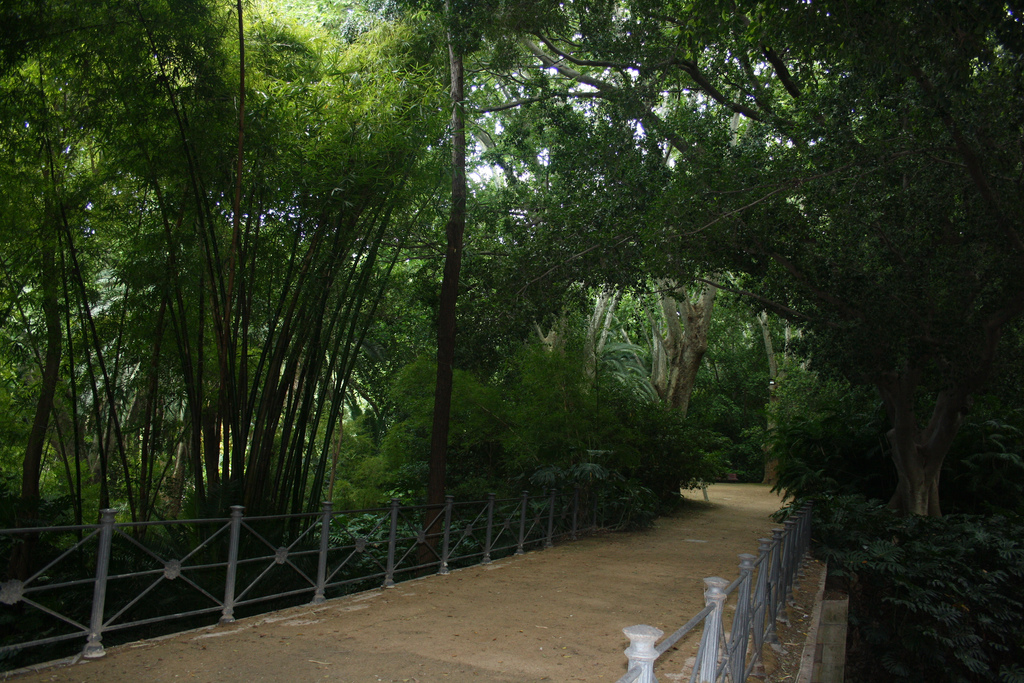
Vue d'une des promenades.

.